# Kanton Woippy
Der Kanton Woippy war von 1967 bis 2015 ein französischer Wahlkreis im Arrondissement Metz-Campagne, im Département Moselle und in der Region Lothringen. Hauptort des Kantons war Woippy.
Er umfasste acht Gemeinden.
2006 hatte der Kanton 33.853 Einwohner bei einer Gesamtfläche von 46,57 km².

## Gemeinden
| Gemeinde            | Einwohner | Code postal | Code Insee |
| ------------------- | --------- | ----------- | ---------- |
| Le Ban-Saint-Martin | 4.293     | 57050       | 57049      |
| Longeville-lès-Metz | 4.012     | 57050       | 57412      |
| Lorry-lès-Metz      | 1.433     | 57050       | 57415      |
| La Maxe             | 823       | 57140       | 57452      |
| Moulins-lès-Metz    | 4.663     | 57160       | 57487      |
| Plappeville         | 2.341     | 57050       | 57545      |
| Scy-Chazelles       | 2.482     | 57160       | 57642      |
| Woippy              | 13.755    | 57140       | 57751      |